# Madmoizelle
Madmoizelle es un sitio web y una revista digital femenina de orientación feminista, fundado en Lille en 2005 por Fabrice Florent. Inicialmente propiedad de la empresa ALJ Agency, fue comprada en 2020 por el grupo Humanoid.

## Historia
El sitio fue fundado en 2005 por Fabrice Florent, y es propiedad de la empresa Alj Agency, dirigido a mujeres de entre 15 y 30 años, en una época en la que según él «no había mucho para los lectores de esa edad».
En febrero de 2013, la redacción se trasladó a París y en junio lanzó una campaña de micromecenazgo. En noviembre adquirió una agencia de publicidad interna.
A finales de 2016, Fabrice Florent renunció al puesto de jefe de redacción y lo entregó a Clémence Bodoc. Sin embargo, todavía sigue a cargo de la revista. A raíz de tensiones internas, Clémence Bodoc fue despedida en julio de 2019 y posteriormente sustituida por Mymy, su vicedirectora jefe.
En 2020, Fabrice Florent vendió la empresa ALJ Agency y, por tanto, el sitio, a la empresa Humanoid. Le sustituyó Marine Normand en la dirección general y Mélanie Wanga como directora editorial.
Según Arrêt sur images, su línea editorial ha evolucionado con el cambio de propiedad.

## Características

### Objetivo
Está dirigido a mujeres de edades comprendidas aproximadamente entre 15 y 30 años, es decir «Las niñas desde que abandonan la escuela secundaria hasta las que tienen su primer hijo» según su fundador.

### Contenido
«Creamos un sitio sin tomar a nuestros lectores por idiotas», según Fabrice Florent. El sitio publica artículos que no se centran únicamente en productos de belleza o noticias sobre periodismo del corazón, sino también salud, y limita los contenidos que puedan incentivar la gordofobia o el consumismo. Produce, en particular, contenidos dedicados a la cultura y, en particular, a la cultura popular, el cine, la literatura, las series de televisión, la música, pero también videojuegos o lanzamientos de videojuegos o lanzamientos de alta tecnología que normalmente no están muy presentes en las revistas femeninas.
Produce regularmente contenidos, a veces políticamente comprometidos, sobre temas que afectan la vida cotidiana de las mujeres, la sexualidad, el cuerpo femenino, y la salud, las representaciones de las mujeres en los productos culturales, la cultura de la violación, el acoso, y el feminismo, al que se dedica un apartado. También trata temas menos políticos como cocina, moda o incluso productos de belleza. En septembre 2016, un artículo de L'Obs describió a Madmoizelle como «sitio feminista joven y cool».
Madmoizelle también incluye un foro.El sitio está disponible como aplicación para teléfonos inteligentes y tabletas, y cuenta con un canal de YouTube.
Según una tesis universitaria publicada en 2019 que analizó parte de la producción de YouTube, su contenido se vería limitado tanto por un entorno relativamente hostil hacia las mujeres como por su proximidad a la revista femenina que reivindica un posicionamiento feminista pero sigue siendo muy pública por razones de marketing. Los vídeos producidos oscilan constantemente entre el recuerdo de los estereotipo s asignados a las mujeres y los intentos de distanciarse de ellos a través de diferentes métodos, incluido el uso del humor o la parodia.

### Audiencia
Fabrice Florent, el fundador del sitio, registró 4,3 millones de visitas en 2013. Según el estudio Net Observer-Harris Interactive, fue el quinto sitio favorito de las mujeres entre los franceses encuestados en septembre 2015 en la categoría «mujer». En julio de 2020, el sitio tuvo 6 millones de visitas mensuales, «una cifra estable durante tres años» según Le Figaro.

## Colaboradores
Parte del equipo editorial participó en La Nuit originale en junio de 2016, una mesa redonda de videógrafos fundada por Thomas Hercouët.
La actriz Marion Seclin, que produjo varias crónicas en vídeo para Madmoizelle, fue regularmente víctima de acoso en línea. En particular, un vídeo sobre acoso le valió amenazas de muerte en 2016.
Léa Bordier, conocida por su serie Cher Corps, era videógrafa en Madmoizelle.

## Controversias
A finales de diciembre de 2015, unos internautas robaron fotografías de desnudos publicadas en un foro privado del sitio Madmoizelle y las publicaron en los foros de Jeuxvideo.com. El editor de Madmoizelle respondió entonces con amenazas de procesamiento.
En septembre de 2016, una cuenta de Twitter, SaferBlueBird, acusó al fundador del sitio de acoso sexual, acoso laboral y abuso de poder, transmitiendo testimonios anónimos de antiguos empleados. Los testimonios afirman, entre otras cosas, que Madmoizelle despide a sus empleadas sin previo aviso cuando tienen hijos o se les considera demasiado mayores para corresponder a la imagen de la revista, que la empresa anima a sus empleados a trabajar por cuenta propia para evitar pagarles contribuciones a la seguridad social, y que anima a sus editores a mostrar sus pechos desnudos en Seinte Fresque, un proyecto de positividad corporal que permite a cualquier mujer publicar una foto de su pechos desnudos en el sitio web de la revista, que según Madmoizelle se puede realizar de forma anónima y segura. Fabrice Florent niega todas estas acusaciones.
En marzo de 2017, se publicó un artículo en el sitio, titulado « Le clip avec Natalie Portman enceinte jusqu'aux yeux qui a horrifié la moitié de la rédac » («El clip de Natalie Portman embarazada que horrorizó a la mitad de la redacción»), criticando un clip del cantante británico James Blake en el que aparece Natalie Portman. Menciona la «fascinación» y el «asco» qué causaría «la toma de la piel distendida de la madre donde el niño comienza a retorcerse» que no sería «no hecho para los ojos de todos». Debido a esto, algunos internautas acusan al sitio de «humillación corporal» y menospreciar a las mujeres embarazadas. Luego apareció momentáneamente el hashtag #Badmoizelle en Twitter. Unas horas más tarde, el equipo editorial publicó un nuevo artículo, titulado « L'article qu'on aurait dû publier sur notre rapport à la grossesse, révélé par le clip de James Blake avec Natalie Portman » («El artículo que deberíamos haber publicado sobre nuestra relación con el embarazo, revelado por el vídeo musical de James Blake con Natalie Portman»), incluyendo el texto original tachado y pidiendo disculpas. Los autores escriben que «cometieron un error».